# Festival Internacional de Arte de Galway
El Festival Internacional de Arte de Galway, GIAF por sus siglas en inglés, (Irlanda), fundado en 1978, es una organización cultural que organiza uno de festivales de arte más importantes de Europa, en el que se presentan nuevas obras con las que luego sus artistas hacen giras tanto nacionales como internacionales, además de acoger el foro de discusión: First Thought Talks. El evento, del que son directores ejecutivo John Crumlish y artístico Paul Fahy, mantiene el estatus de organización sin ánimo de lucro e insiste en que al menos un 25% del programa sea gratuito para el público.

## Sobre el festival
El festival es una de las principales iniciativas culturales de Irlanda y ha contribuido considerablemente a poner a Galway en el mapa del mundo del arte y del turismo. También ha sido la cuna, y ha contribuido a fundar, de diversas organizaciones de arte establecidas en Galway. Bajo el nombre inicial de Festival de Arte de Galway, fue fundado en 1978 por la sociedad artística del campus de Galway, perteneciente a la Universidad Nacional de Irlanda, en colaboración con los activistas comunitarios del Grupo de Arte de Galway. En su primera edición, la prensa local lo describió como “la semana de Craic (término irlandés para hablar de “diversión”) de la Sociedad de Artes de Galway”. El presupuesto inicial fue de 1000€, financiados por el Consejo de Artes; y la gran mayoría de eventos tuvieron lugar en el centro de artes, que, a día de hoy, está ocupado por una de las tiendas de Sheridan´s Cheesemongers.
El nombre original fue sustituido en 2014 por el de "Festival Internacional de Arte de Galway" para enfatizar la diversidad de participantes en el evento. Como explica su director artístico, Paul Fahy, “el festival presenta y promueve obras ideadas en Galway en paralelo con el trabajo de artistas y compañías de todo el mundo. Los dos son locales y globales, los dos son internacionales”. El cambio de nombre también ayudó a promover la visión del festival como centro de creación de trabajos que se presentan en todo el mundo.

## El Festival
El festival tiene lugar en Galway, Irlanda, durante la segunda quincena de julio. Presenta y produce programas de teatro, música, artes visuales, ópera, espectáculos callejeros, danza, debate y comedia. En 2018 batió récords de asistencia, superando el cuarto de millón de asistentes por primera vez, lo que representa un aumento del 20% con respecto al año anterior. Más de 600 artistas crearon y participaron en más de 200 eventos. La 41.ª edición del festival presentó el nuevo Festival Garden, que transformó Eyre Square en un lugar de reunión tanto para locales como visitantes, con actuaciones improvisadas y puestos de comida local. El Festival Garden atrajo a más de 145.000 personas. De los asistentes al festival en 2017 se estimó que el 45% procedía de Galway, un 18% del resto de Irlanda y un 37% de fuera del país.

## Música
En los últimos años, el GIAF ha recibido a invitados musicales reconocidos mundialmente en su icónica carpa Big Top, erigida anualmente en el Fisheries Field en el campus de la Universidad Nacional de Irlanda en Galway. El festival también colabora con el club de música y comedia local Róisín Dubh, para la programación de muchos de sus eventos. Entre los programas de los últimos años destacan artistas como: Elvis Costello, Suede, The National, St. Vincent, Philip Glass, David Byrne, Blondie, Kronos Quartet, Brodsky Quartet y Bon Iver.

## Artes visuales
Los grandes nombres de las artes visuales incluyen a David Hockney, Bill Viola, Henri Matisse, Patricia Piccinini, Hughie O'Donoghue, David Mach y John Gerrard.
En 2018 el GIAF anunció un nuevo programa de prácticas en las artes visuales que enseñará a 25 participantes como profundizar en la comunicación con los clientes en las galerías.

## Teatro y danza
El dramaturgo irlandés Enda Walsh ha ocupado un lugar muy destacado en el programa más reciente del GIAF. Su primera obra, "Disco Pigs”, donde Cillian Murphy obtuvo su primer papel, se estrenó aquí en la edición de 1997. Desde entonces, Walsh ha continuado trabajando con el festival para producir otros trabajos que van desde óperas hasta "Rooms" de teatro experimental. Una de sus obras, Ballyturk (2014), fue la ganadora del premio a Mejor Producción en el “Irish Times Theatre Awards”, y otra, Misterman (2011), triunfó en la ciudad de Nueva York y fue la “New York Times Critic’s Choice” durante 18 días consecutivos.
El actor estadounidense John Mahoney participó de manera asidua en el festival a partir del año 2000, y al parecer llegó a decir que consideraba Galway como uno de sus lugares preferidos en el mundo.
Entre las compañías de teatro y danza internacionales que han visitado el festival se encuentran el National Theatre, Propeller, The Royal Court Theatre, Steppenwolf, Fabulous Beast Dance Company y el Bristol Old Vic.

## First thought talks
Desde el año 2012, el GIAF organiza una serie de debates, cada año en torno a un tema. El del 2018, sobre el tema del “Hogar”, fue inaugurado por el presidente irlandés, Michael Higgins, y contó con la participación de 43 académicos, artistas, científicos y atletas; tanto irlandeses como internacionales. La mayoría de estas charlas se graban y se puede acceder a ellas en línea. También se transmiten en vivo por Facebook.